# Hronov
Hronov är en stad i Tjeckien. Den är belägen i den nordöstra delen av landet, 130 km öster om huvudstaden Prag. Hronov ligger 372 meter över havet och antalet invånare är 6 516.
Terrängen runt Hronov är kuperad åt nordost, men åt sydväst är den platt. Hronov ligger nere i en dal. Runt Hronov är det ganska tätbefolkat, med 149 invånare per kvadratkilometer. Närmaste större samhälle är Náchod, 7,1 km söder om Hronov. Omgivningarna runt Hronov är en mosaik av jordbruksmark och naturlig växtlighet.